# ادوین هالیدی
ادوین هالیدی (به انگلیسی: Edwin Holliday) بازیکن فوتبال زادهٔ ۷ ژوئن ۱۹۳۹ اهل کشور انگلستان که سابقهٔ بازی در تیم ملی فوتبال انگلستان را در کارنامهٔ خود دارد. وی در تاریخ ۱۷ اکتبر ۱۹۵۹ نخستین بازی ملی خود را در مقابل تیم ملی فوتبال ولز انجام داد و با حضور در ۳ بازی ملی، در تاریخ ۱۸ نوامبر ۱۹۵۹ واپسین بازی ملی‌اش را در برابر تیم ملی فوتبال ایرلند شمالی برگزار کرد.